# Benny a Joon
Benny a Joon je americká romantická komedie režiséra Jeremiah S. Chechika natočená v roce 1993 s Johnny Deppem a Mary Stuart Mastersonovou v hlavních rolích. Film je o lásce duševně nemocné Joon a výstředního Sama.

## Obsazení
| Johnny Depp              | Sam                    |
| Mary Stuart Mastersonová | Juniper 'Joon' Pearl   |
| Aidan Quinn              | Benjamin 'Benny' Pearl |
| Julianne Moore           | Ruthie                 |
| Oliver Platt             | Eric                   |
| C. C. H. Pounder         | Dr. Garvey             |
| Dan Hedaya               | Thomas                 |